# Killarney-Nationalpark
Der Killarney-Nationalpark (irisch: Páirc Náisiúnta Chill Airne) liegt in der Grafschaft Kerry im Südwesten der Republik Irland auf der Halbinsel Iveragh.
1981 wurde der Park von der UNESCO als Biosphärenreservat eingestuft; teilweise wird er vom Fernwanderweg Kerry Way durchquert.

## Lage
Im Süden grenzt der über 100 km² große Nationalpark an die Stadt Killarney; er umfasst die drei Seen Lough Leane sowie Mucross und Upper Lake, welche zusammen im Park eine Fläche von 22 km² ausmachen.

## Flora und Fauna
Im Killarney-Nationalpark findet sich einer der ältesten der noch verbliebenen Eichenwälder Irlands. Daneben wachsen hier ebenso üppig Eiben, Moose, Flechten und Farne. Wie im ganzen Südwesten Irlands findet man aufgrund des Golfstrom-Einflusses im Nationalpark zahlreiche Blühpflanzen, wie sie sonst nur aus dem Mittelmeerraum bekannt sind, z. B. die strauchartigen Erdbeerbäume oder groß wachsende Rhododendron-Sträucher. Letztere sind zu einem Problem für den Park geworden, da sie im milden, feuchten Klima im Südwesten Irlands ideale Wachstumsbedingungen finden und nun große Teile des Parks überwuchern. Mit Hilfe von Workcamps versuchte man in den Jahren 1981–2009, die Plage einzudämmen.
Der Park ist auch Heimat der einzigen Rotwild-Herde Irlands.

## Muckross House
Als touristischen Mittelpunkt des Killarney-Nationalparks kann man das Muckross House bezeichnen: Das 1843 errichtete Herrenhaus der Familie Herbert kann besichtigt werden und liegt in malerischer Lage am Ufer des Muckross Lake, umgeben von gepflegtem Rasen, einem schönen Blumen- und einem Steingarten.
In der Nähe von Muckross House wurde ein Touristik-Zentrum errichtet, von dem aus man das Kerry County Life Experience besuchen kann; dort können die Besucher einen Einblick in das ländliche Leben um 1930 erhalten und Handwerkern bei der Arbeit zuschauen.
Vom Muckross House aus kann man mit einachsigen Pferdekutschen oder auch zu Fuß die Umgebung erkunden; gern besuchtes Ziel ist der Torc-Wasserfall. Auf einer Landzunge im Lough Leane liegt das Tower House Ross Castle, in dem man einen Einblick in das Alltagsleben eines Clanhäuptlings gewinnen kann.

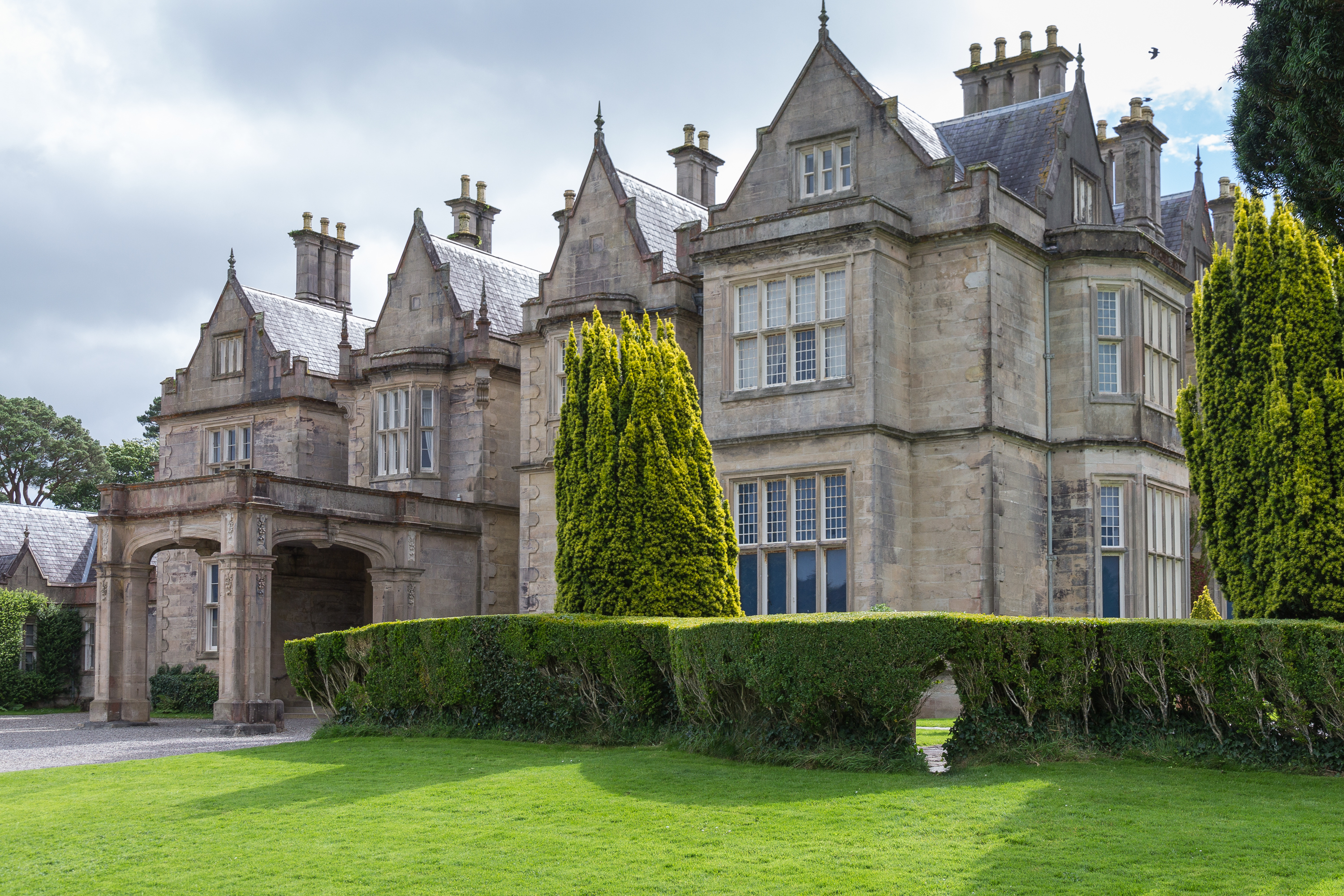
Muckross House
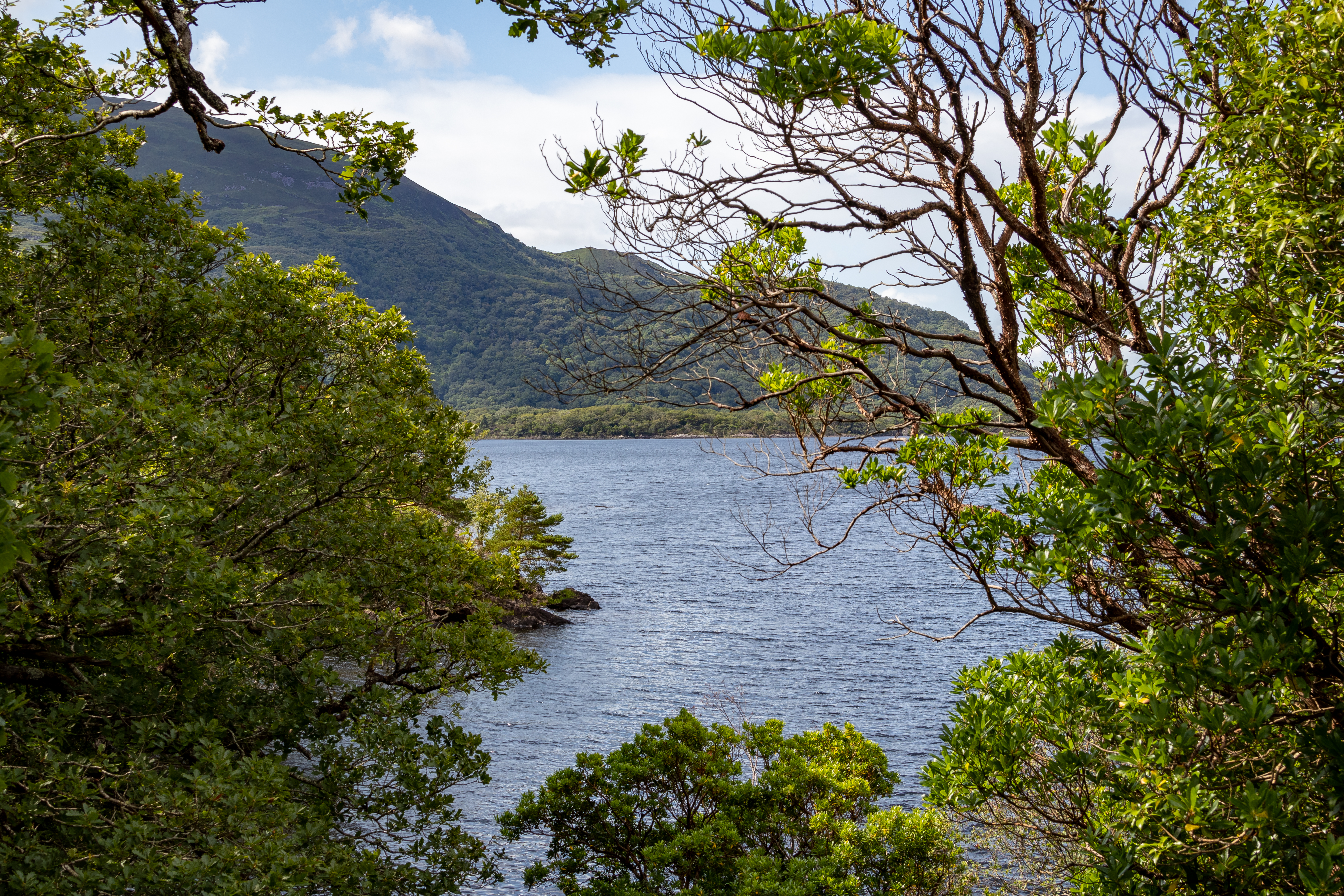
Muckross Lake
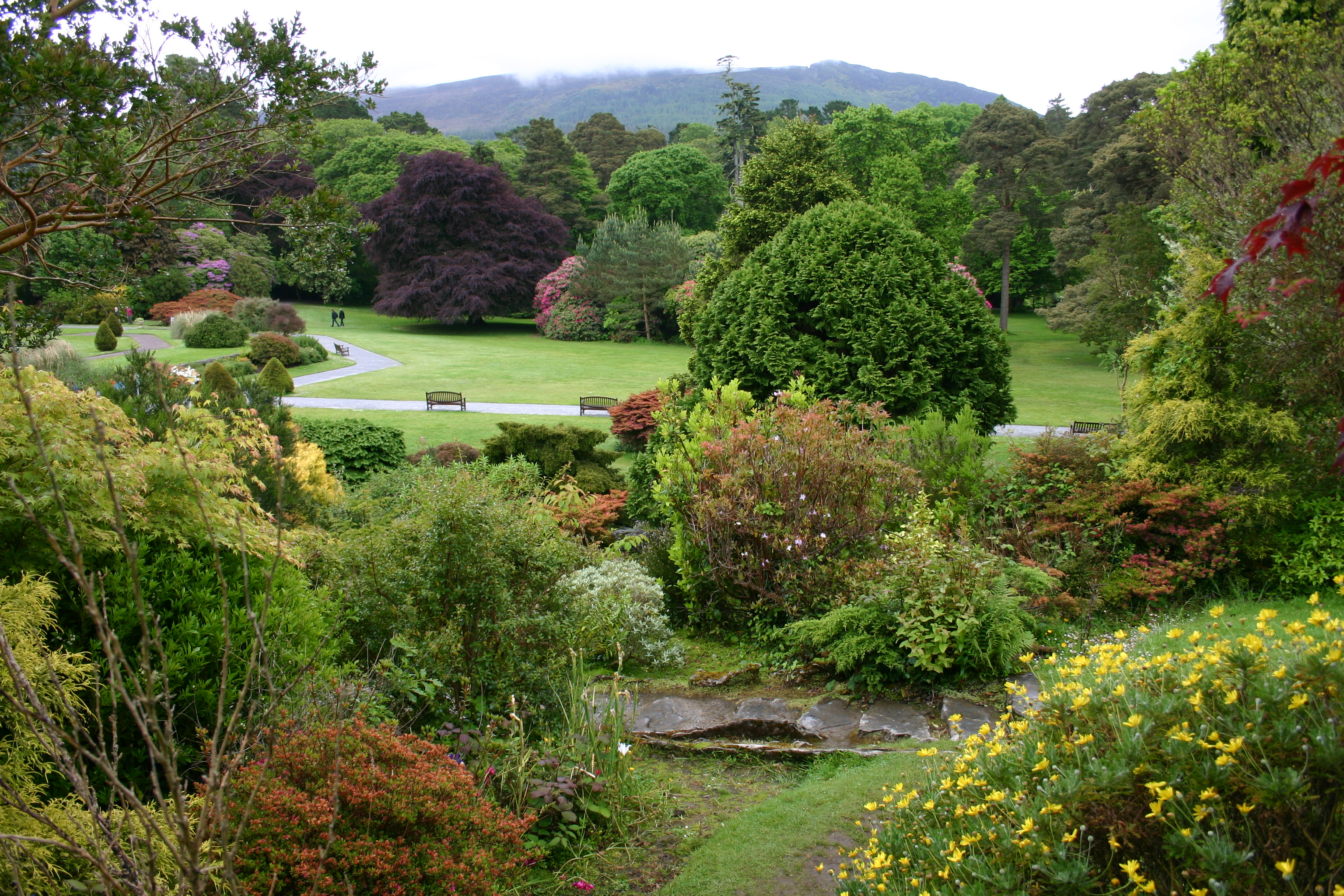
Muckross Gardens
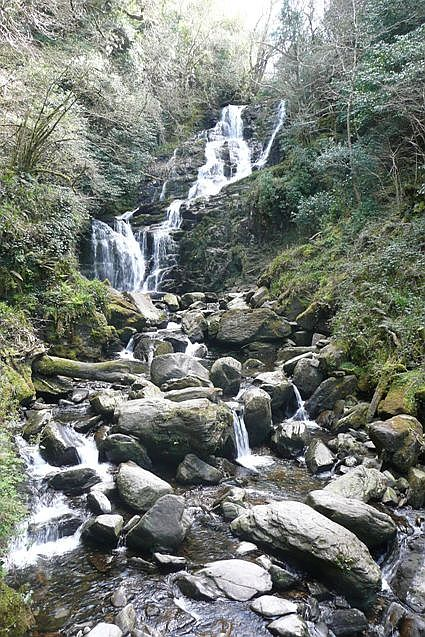
Torc-Wasserfall

## Ross Castle
Auf dem Ostufer des Laugh Leane liegt das teilweise in Ruinen liegende spätmittelalterliche Ross Castle.

## Innisfallen Island
Die Insel Innisfallen Island kann mit ihren Resten des einst mächtigen Klosters Innisfallen Abbey besichtigt werden. Einen Überblick über den Upper Lake erhält man vom Ladies’ View aus, einem beliebten Touristen-Haltepunkt am Ring of Kerry, den schon die Hofdamen Königin Victorias nutzten. Weiterhin existiert ein gut ausgebautes Netz ausgeschilderter Wanderwege, die rund um die Seen und an den Hängen der umgebenden Berge entlangführen.